# パーキン (小惑星)
パーキン (2482 Perkin) は、小惑星帯のS型小惑星である。ハーバード大学天文台のアガシ観測所で発見された。
ハーバード大学天文台の後援者であった2人のパーキン、すなわちパーキンエルマーの創業者であるリチャード・パーキンと、ハーバード大学天文学科の Committee to Visit を10年以上務めたグラディス・パーキンに因んで名付けられた。